# HAFC Gap
Der Gap Hautes-Alpes Football Club oder kurz Gap HAFC ist ein französischer Fußballverein in Gap.
Der Klub entstand 1970 durch die Fusion von SCO Gap (gegründet 1962) und Club Sports et Loisirs Louis-Jean, anfangs unter dem Namen Gap FC. Die Vereinsfarben sind Blau und Gelb. Heimspiele tragen die Spieler im Stade de Provence aus, das derzeit eine Kapazität von rund 5.000 Plätzen aufweist.
Präsident ist Michel Martin. Die Ligamannschaft wurde in der Saison 2009/10 trainiert von Franck Priou, unter dem der Staffelsieg im viertklassigen Championnat de France Amateur gelang; in der dritten Liga (Saison 2010/11) hat Patrick Bruzzichessi dessen Aufgaben übernommen. (Stand: August 2010)

## Ligazugehörigkeit und Erfolge
Profistatus hat Gap bisher nicht besessen und entsprechend auch der Division 1 (seit 2002: Ligue 1) noch nie angehört. Zur Saison 2010/11 hatte er sich erstmals in seiner Vereinsgeschichte sportlich für die dritte Liga qualifiziert, aus der er ein Jahr später aus wirtschaftlichen Gründen allerdings zwangsrelegiert wurde.

## Bekannte Akteure
- Farid Benstiti
- Marius Mbaiam